# Lijst van senatoren uit Oregon

Zegel van de staat Oregon

Dit is een lijst van de senatoren voor de Amerikaanse staat Oregon. De senatoren voor Oregon zijn ingedeeld als Klasse II en Klasse III. De twee huidige senatoren voor Oregon zijn: Ron Wyden senator sinds 1996 de (senior senator) en Jeff Merkley senator sinds 2009 de (junior senator), beiden lid van de Democratische Partij.
Prominenten die hebben gediend als senator voor Oregon zijn onder anderen: Edward Baker (prominent politicus), George Williams (later minister van Justitie en eerder opperrechter voor het Hooggerechtshof van Oregon), James Kelly (later opperrechter voor het Hooggerechtshof van Oregon), Charles McNary (Republikeins partijleider in de senaat van 1933 tot 1944), Hall Lusk (eerder opperrechter voor het Hooggerechtshof van Oregon), Maurine Neuberger (vierde vrouwelijke senator), Mark Hatfield (prominent politicus), Joe Lane (genomineerd vicepresidentskandidaat 1860), Henry Corbett (prominent ondernemer), George Chamberlain (prominent politicus), Wayne Morse (prominent politicus) en Ron Wyden (prominent politicus).

## Klasse II
| Nr.    | Senator voor Oregon Senator from Oregon | Senator voor Oregon Senator from Oregon | Senator voor Oregon Senator from Oregon | Ambtstermijn      | Ambtstermijn      | Partij(en) | Verkiezing(en) |
| ------ | --------------------------------------- | --------------------------------------- | --------------------------------------- | ----------------- | ----------------- | ---------- | -------------- |
| 1      |                                         | Delazon Smith                           | Delazon Smith (1816–1860)               | 15 februari 1859  | 4 maart 1859      | D          | 1859           |
| Vacant |                                         |                                         |                                         |                   |                   |            |                |
| 2      |                                         | Edward Baker                            | Edward Baker (1811–1861)                | 1 oktober 1860    | 21 oktober 1861   | R          | 1860           |
| Vacant |                                         |                                         |                                         |                   |                   |            | 1860           |
| 3      |                                         | Benjamin Stark                          | Benjamin Stark (1820–1898)              | 28 februari 1862  | 12 september 1862 | D          | 1860           |
| 4      |                                         | Benjamin Harding                        | Benjamin Harding (1823–1899)            | 12 september 1862 | 4 maart 1865      | D          | 1862           |
| 5      |                                         | George Williams                         | George Williams (1823–1910)             | 4 maart 1865      | 4 maart 1871      | R          | 1864           |
| 6      |                                         | James Kelly                             | James Kelly (1819–1909)                 | 4 maart 1871      | 4 maart 1877      | D          | 1870           |
| 7      |                                         | La Fayette Grover                       | La Fayette Grover (1823–1911)           | 4 maart 1877      | 4 maart 1883      | D          | 1876           |
| 8      |                                         | Joseph Dolph                            | Joseph Dolph (1835–1897)                | 4 maart 1883      | 4 maart 1895      | R          | 1882           |
| 8      | 1888                                    | Joseph Dolph                            | Joseph Dolph (1835–1897)                | 4 maart 1883      | 4 maart 1895      | R          |                |
| 9      |                                         | George McBride                          | George McBride (1854–1911)              | 4 maart 1895      | 4 maart 1901      | R          | 1895           |
| 10     |                                         | John Hipple Mitchell                    | John Hipple Mitchell (1835–1905)        | 4 maart 1901      | 8 december 1905   | R          | 1901           |
| Vacant |                                         |                                         |                                         |                   |                   |            | 1901           |
| 11     |                                         | John Gearin                             | John Gearin (1851–1930)                 | 20 december 1905  | 23 januari 1907   | D          | 1901           |
| 12     |                                         | Frederick Mulkey                        | Frederick Mulkey (1874–1924)            | 23 januari 1907   | 4 maart 1907      | R          | 1907 (1)       |
| 13     |                                         | Jonathan Bourne                         | Jonathan Bourne (1855–1940)             | 4 maart 1907      | 4 maart 1913      | R          | 1907 (2)       |
| 14     |                                         | Harry Lane                              | Harry Lane (1855–1917)                  | 4 maart 1913      | 23 mei 1917       | D          | 1913           |
| Vacant |                                         |                                         |                                         |                   |                   |            | 1913           |
| 15     |                                         | Charles McNary                          | Charles McNary (1874–1944)              | 30 mei 1917       | 5 november 1918   | R          | 1913           |
| 16     |                                         | Frederick Mulkey                        | Frederick Mulkey (1874–1924)            | 5 november 1918   | 18 december 1918  | R          | 1913           |
| 17     |                                         | Charles McNary                          | Charles McNary (1874–1944)              | 18 december 1918  | 25 februari 1944  | R          | 1913           |
| 17     | 1918                                    | Charles McNary                          | Charles McNary (1874–1944)              | 18 december 1918  | 25 februari 1944  | R          |                |
| 17     | 1924                                    | Charles McNary                          | Charles McNary (1874–1944)              | 18 december 1918  | 25 februari 1944  | R          |                |
| 17     | 1930                                    | Charles McNary                          | Charles McNary (1874–1944)              | 18 december 1918  | 25 februari 1944  | R          |                |
| 17     | 1936                                    | Charles McNary                          | Charles McNary (1874–1944)              | 18 december 1918  | 25 februari 1944  | R          |                |
| 17     | 1942                                    | Charles McNary                          | Charles McNary (1874–1944)              | 18 december 1918  | 25 februari 1944  | R          |                |
| Vacant |                                         |                                         |                                         |                   |                   |            |                |
| 18     |                                         | Guy Cordon                              | Guy Cordon (1890–1969)                  | 14 maart 1944     | 3 januari 1955    | R          |                |
| 18     | 1944                                    | Guy Cordon                              | Guy Cordon (1890–1969)                  | 14 maart 1944     | 3 januari 1955    | R          |                |
| 18     | 1948                                    | Guy Cordon                              | Guy Cordon (1890–1969)                  | 14 maart 1944     | 3 januari 1955    | R          |                |
| 19     |                                         | Richard Neuberger                       | Richard Neuberger (1912–1960)           | 3 januari 1955    | 9 maart 1960      | D          | 1954           |
| Vacant |                                         |                                         |                                         |                   |                   |            | 1954           |
| 20     |                                         | Hall Lusk                               | Hall Lusk (1883–1983)                   | 25 maart 1960     | 10 november 1960  | D          | 1954           |
| 21     |                                         | Maurine Neuberger                       | Maurine Neuberger (1907–2000)           | 10 november 1960  | 3 januari 1967    | D          | 1960 (1)       |
| 21     | 1960 (2)                                | Maurine Neuberger                       | Maurine Neuberger (1907–2000)           | 10 november 1960  | 3 januari 1967    | D          |                |
| 22     |                                         | Mark Hatfield                           | Mark Hatfield (1922–2011)               | 3 januari 1967    | 3 januari 1997    | R          | 1966           |
| 22     | 1972                                    | Mark Hatfield                           | Mark Hatfield (1922–2011)               | 3 januari 1967    | 3 januari 1997    | R          |                |
| 22     | 1978                                    | Mark Hatfield                           | Mark Hatfield (1922–2011)               | 3 januari 1967    | 3 januari 1997    | R          |                |
| 22     | 1984                                    | Mark Hatfield                           | Mark Hatfield (1922–2011)               | 3 januari 1967    | 3 januari 1997    | R          |                |
| 22     | 1990                                    | Mark Hatfield                           | Mark Hatfield (1922–2011)               | 3 januari 1967    | 3 januari 1997    | R          |                |
| 23     |                                         | Gordon Smith                            | Gordon Smith (1952)                     | 3 januari 1997    | 3 januari 2009    | R          | 1996           |
| 23     | 2002                                    | Gordon Smith                            | Gordon Smith (1952)                     | 3 januari 1997    | 3 januari 2009    | R          |                |
| 24     |                                         | Jeff Merkley                            | Jeff Merkley (1956)                     | 3 januari 2009    | heden             | D          | 2008           |
| 24     | 2014                                    | Jeff Merkley                            | Jeff Merkley (1956)                     | 3 januari 2009    | heden             | D          |                |
| 24     | 2020                                    | Jeff Merkley                            | Jeff Merkley (1956)                     | 3 januari 2009    | heden             | D          |                |

## Klasse III
| Nr.    | Senator voor Oregon Senator from Oregon | Senator voor Oregon Senator from Oregon | Senator voor Oregon Senator from Oregon | Ambtstermijn     | Ambtstermijn    | Partij(en)  | Verkiezing(en) |
| ------ | --------------------------------------- | --------------------------------------- | --------------------------------------- | ---------------- | --------------- | ----------- | -------------- |
| 1      |                                         | Joe Lane                                | Joe Lane (1801–1881)                    | 15 februari 1859 | 4 maart 1861    | D           | 1859           |
| 2      |                                         | James Nesmith                           | James Nesmith (1820–1885)               | 4 maart 1861     | 4 maart 1867    | D           | 1860           |
| 3      |                                         | Henry Corbett                           | Henry Corbett (1827–1903)               | 4 maart 1867     | 4 maart 1873    | R           | 1866           |
| 4      |                                         | John Hipple Mitchell                    | John Hipple Mitchell (1835–1905)        | 4 maart 1873     | 4 maart 1879    | R           | 1872           |
| 5      |                                         | James Slater                            | James Slater (1826–1899)                | 4 maart 1879     | 4 maart 1885    | D           | 1872           |
| Vacant |                                         |                                         |                                         |                  |                 |             |                |
| 6      |                                         | John Hipple Mitchell                    | John Hipple Mitchell (1835–1905)        | 18 november 1885 | 4 maart 1897    | R           | 1885           |
| 6      | 1890                                    | John Hipple Mitchell                    | John Hipple Mitchell (1835–1905)        | 18 november 1885 | 4 maart 1897    | R           |                |
| Vacant |                                         |                                         |                                         |                  |                 |             |                |
| 7      |                                         | Joseph Simon                            | Joseph Simon (1851–1935)                | 8 oktober 1898   | 4 maart 1903    | R           | 1898           |
| 8      |                                         | Charles Fulton                          | Charles Fulton (1853–1918)              | 4 maart 1903     | 4 maart 1909    | R           | 1903           |
| 9      |                                         | George Chamberlain                      | George Chamberlain (1854–1928)          | 4 maart 1909     | 4 maart 1921    | D           | 1909           |
| 9      | 1914                                    | George Chamberlain                      | George Chamberlain (1854–1928)          | 4 maart 1909     | 4 maart 1921    | D           |                |
| 10     |                                         | Robert Stanfield                        | Robert Stanfield (1877–1945)            | 4 maart 1921     | 4 maart 1927    | R           | 1920           |
| 11     |                                         | Frederick Steiwer                       | Frederick Steiwer (1883–1939)           | 4 maart 1927     | 30 januari 1938 | R           | 1926           |
| 11     | 1932                                    | Frederick Steiwer                       | Frederick Steiwer (1883–1939)           | 4 maart 1927     | 30 januari 1938 | R           |                |
| Vacant |                                         |                                         |                                         |                  |                 |             |                |
| 12     |                                         | Alfred Reames                           | Alfred Reames (1870–1943)               | 12 februari 1938 | 8 november 1938 | R           |                |
| 13     |                                         | Alexander Barry                         | Alexander Barry (1892–1952)             | 8 november 1938  | 3 januari 1939  | R           | 1938 (1)       |
| 14     |                                         | Rufus Holman                            | Rufus Holman (1877–1959)                | 3 januari 1939   | 3 januari 1945  | R           | 1938 (2)       |
| 15     |                                         | Wayne Morse                             | Wayne Morse (1900–1974)                 | 3 januari 1945   | 3 januari 1969  | R (1945–52) | 1944           |
| 15     | 1950                                    | Wayne Morse                             | Wayne Morse (1900–1974)                 | 3 januari 1945   | 3 januari 1969  | R (1945–52) |                |
| 15     | O (1952–55)                             | Wayne Morse                             | Wayne Morse (1900–1974)                 | 3 januari 1945   | 3 januari 1969  |             |                |
| 15     | D (1955–69)                             | Wayne Morse                             | Wayne Morse (1900–1974)                 | 3 januari 1945   | 3 januari 1969  |             |                |
| 15     | 1956                                    | Wayne Morse                             | Wayne Morse (1900–1974)                 | 3 januari 1945   | 3 januari 1969  |             |                |
| 15     | 1962                                    | Wayne Morse                             | Wayne Morse (1900–1974)                 | 3 januari 1945   | 3 januari 1969  |             |                |
| 16     |                                         | Bob Packwood                            | Bob Packwood (1932)                     | 3 januari 1969   | 1 oktober 1995  | R           | 1968           |
| 16     | 1974                                    | Bob Packwood                            | Bob Packwood (1932)                     | 3 januari 1969   | 1 oktober 1995  | R           |                |
| 16     | 1980                                    | Bob Packwood                            | Bob Packwood (1932)                     | 3 januari 1969   | 1 oktober 1995  | R           |                |
| 16     | 1986                                    | Bob Packwood                            | Bob Packwood (1932)                     | 3 januari 1969   | 1 oktober 1995  | R           |                |
| 16     | 1992                                    | Bob Packwood                            | Bob Packwood (1932)                     | 3 januari 1969   | 1 oktober 1995  | R           |                |
| Vacant |                                         |                                         |                                         |                  |                 |             |                |
| 17     |                                         | Ron Wyden                               | Ron Wyden (1949)                        | 6 februari 1996  | heden           | D           | 1996           |
| 17     | 1998                                    | Ron Wyden                               | Ron Wyden (1949)                        | 6 februari 1996  | heden           | D           |                |
| 17     | 2004                                    | Ron Wyden                               | Ron Wyden (1949)                        | 6 februari 1996  | heden           | D           |                |
| 17     | 2010                                    | Ron Wyden                               | Ron Wyden (1949)                        | 6 februari 1996  | heden           | D           |                |
| 17     | 2016                                    | Ron Wyden                               | Ron Wyden (1949)                        | 6 februari 1996  | heden           | D           |                |
| 17     | 2022                                    | Ron Wyden                               | Ron Wyden (1949)                        | 6 februari 1996  | heden           | D           |                |

Alabama: Tuberville (R) · Britt (R)
Alaska: Murkowski (R) · Sullivan (R)
Arizona: Kelly (D) · Gallego (D)
Arkansas: Boozman (R) · Cotton (R)
Californië: Padilla (D) · Schiff (D)
Colorado: Bennet (D) · Hickenlooper (D)
Connecticut: Blumenthal (D) · Murphy (D)
Delaware: Coons (D) · Blunt Rochester (D)
Florida: R. Scott (R) · Moody (R)
Georgia: Ossoff (D) · Warnock (D)
Hawaï: Schatz (D) · Hirono (D)
Idaho: Crapo (R) · Risch (R)
Illinois: Durbin (D) · Duckworth (D)
Indiana: Young (R) · Banks (R)
Iowa: Grassley (R) · Ernst (R)
Kansas: Moran (R) · Marshall (R)
Kentucky: McConnell (R) · Paul (R)
Louisiana: Cassidy (R) · Kennedy (R)
Maine: Collins (R) · King (O)
Maryland: Van Hollen (D) · Alsobrooks (D)
Massachusetts: Warren (D) · Markey (D)
Michigan: Peters (D) · Slotkin (D)
Minnesota: Klobuchar (D) · Smith (D)
Mississippi: Wicker (R) · Hyde-Smith (R)
Missouri: Hawley (R) · Schmitt (R)
Montana: Daines (R) · Sheehy (R)
Nebraska: Fischer (R) · Ricketts (R)
Nevada: Cortez Masto (D) · Rosen (D)
New Hampshire: Shaheen (D) · Hassan (D)
New Jersey: Booker (D) · Kim (D)
New Mexico: Heinrich (D) · Luján (D)
New York: Schumer (D) · Gillibrand (D)
North Carolina: Tillis (R) · Budd (R)
North Dakota: Hoeven (R) · Cramer (R)
Ohio: Moreno (R) · Husted (R)
Oklahoma: Lankford (R) · Mullin (R)
Oregon: Wyden (D) · Merkley (D)
Pennsylvania: Fetterman (D) · McCormick (R)
Rhode Island: Reed (D) · Whitehouse (D)
South Carolina: Graham (R) · T. Scott (R)
South Dakota: Thune (R) · Rounds (R)
Tennessee: Blackburn (R) · Hagerty (R)
Texas: Cornyn (R) · Cruz (R)
Utah: Lee (R) · Curtis (R)
Vermont: Sanders (O) · Welch (D)
Virginia: Warner (D) · Kaine (D)
Washington: Murray (D) · Cantwell (D)
West Virginia: Moore Capito (R) · Justice (R)
Wisconsin: Johnson (R) · Baldwin (D)
Wyoming: Barrasso (R) · Lummis (R)
(D): Democraat · (R): Republikein · (O): Onafhankelijk